# Xã Beaver, Quận Taney, Missouri
Xã Beaver (tiếng Anh: Beaver Township) là một xã thuộc quận Taney, tiểu bang Missouri, Hoa Kỳ. Năm 2010, dân số của xã này là 890 người.